# Hayashi-Linie
Die Hayashi-Linie  stellt ein bestimmtes Verhältnis zwischen Helligkeit und Temperatur bei der Entwicklung junger Sterne dar.  Die nahezu senkrechte Linie im Farben-Helligkeits-Diagramm grenzt Gebiete, in denen ein stabiles hydrostatisches Gleichgewicht möglich ist, von solchen ab, in denen dies nicht möglich ist. Sie liegt etwa bei einer Effektivtemperatur von 4000 Kelvin, ihre genaue Position hängt allerdings von der Masse des jeweiligen betrachteten Sternes ab: Je mehr Masse, desto höher die Effektivtemperatur, bei der die Linie liegt. Sie wurde nach Chushiro Hayashi (* 1920; † 2010) benannt, der 1961 aufzeigte, dass rechts von dieser Linie keine stabilen Sterne existieren können. Sterne, die sich direkt auf der Hayashi-Linie befinden, sind vollkonvektiv und im hydrostatischen Gleichgewicht.
Die Hayashi-Linie spielt eine wichtige Rolle bei der Sternentstehung. Betrachtet man die Entwicklung der kollabierenden Materie, aus der der Stern entsteht, im Farben-Helligkeits-Diagramm, so nähert sich diese der Hayashi-Linie von rechts. Der Kollaps der Wolke im freien Fall ist bei Erreichen der Hayashi-Linie beendet. Dieser Zeitpunkt kann also in gewissem Sinne als Geburtsstunde des Sternes angesehen werden. Die weitere Entwicklung des Sterns verläuft entlang der Hayashi-Linie nach unten, d. h., durch die Kontraktion verkleinert sich die Oberfläche bei gleichbleibender Oberflächentemperatur und somit sinkt auch die Leuchtkraft, siehe auch Sternentstehung.
Auch bei der Entwicklung der Sterne in der Nach-Hauptreihenphase spielt diese Linie eine Rolle. So können Riesensterne diese Linie nicht überschreiten und ihre Entwicklung im Farben-Helligkeits-Diagramm biegt deshalb vor Erreichen der Hayashi-Linie nach oben ab.

Entwicklungswege von jungen Vorhauptreihensternen (blaue Linien)

Entwicklungswege von jungen Vorhauptreihensternen:
- Dargestellt sind die Entwicklungswege (blau) von der Geburt eines Sternes (schwarze Linie rechts oben) bis zum Eintritt in die Hauptreihe (schwarze Linie links unten).
- Das Ende jedes Wegs ist mit der Sternenmasse in Einheiten der der Sonnenmasse beschriftet.
- Die roten Kurven (beschriftet in Jahren) sind Isochronen, d. h. Linien konstanten Alters, deren Schnittpunkte mit den Entwicklungswegen das jeweilige Sternenalter angeben.
- Die nahezu vertikalen Abschnitte sind Hayashi-Linien.
- Leichte Sterne mit {\displaystyle \mathrm {M} /\mathrm {M} _{\odot }\lesssim 0{,}5} bleiben auf der Hayashi-Linie, bis sie die Hauptreihe erreichen.
- Schwerere Sterne mit {\displaystyle 0{,}5\lesssim \mathrm {M} /\mathrm {M} _{\odot }\lesssim 3} biegen auf die nahezu waagerechte Henyey-Linie ab.
- Sehr schwere Sterne mit {\displaystyle \mathrm {M} /\mathrm {M} _{\odot }\gtrsim 3} werden direkt auf der Henyey-Linie geboren.